# Ammariyya
La tariqa dels ammariyya és una confraria sufí algeriana fundada per les ensenyances d'Ammar Bu Senna.
Ammar va néixer el 1712. Està enterrat a la província de Constantina, on hi ha la zàwiya mare de la confraria. La confraria fou fundada el 1812 per Al-Hajj Mubàrak al-Maghribí al-Bukharí. El 1900 tenia 26 zawiyes i sis o set mil afiliats.